# Glimmen
Glimmen – wieś w Holandii, w prowincji Groningen, w gminie Haren. Leży w odległości 10 km od Groningen i 5 km od Haren. Przez miejscowość przepływa rzeka Drentsche Aa.